# Prenestino-Centocelle

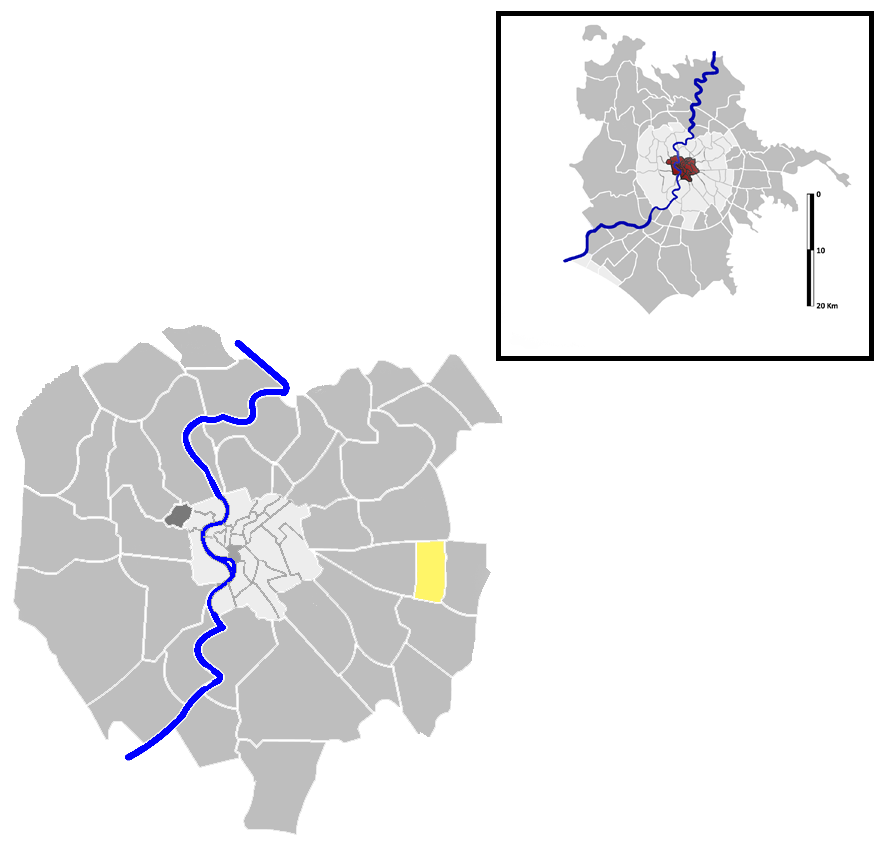
Localisation de Prenestino-Centocelle sur la carte administrative de Rome.

Prenestino-Centocelle est un quartiere (quartier) situé à l'est de Rome en Italie et prend son nom de la via Prenestina qui le traverse et de la zone urbanistique Centocelle. Il est désigné dans la nomenclature administrative par Q.XIX et fait partie du Municipio V. Sa population est de 55 216 habitants répartis sur une superficie de 2,081 6 km2.

## Lieux particuliers
- Aqueduc de l'Aqua Alexandrina
- Ancien aérodrome de Roma-Centocelle : en cours de transformation en Parc archéologique de Centocelle
- Église San Felice da Cantalice
- Église Sant'Ireneo a Centocelle
- Église Sacra Famiglia di Nazareth a Centocelle
- Église San Bernardo da Chiaravalle